# 2. National Hockey League All-Star Game
Das 2. National Hockey League All-Star Game wurde am 3. November 1948 in Chicago ausgetragen. Das Spiel fand im Chicago Stadium, der Spielstätte der  Chicago Black Hawks, statt. Die NHL-All-Stars gewannen 3:1 gegen den Stanley-Cup-Sieger, die Toronto Maple Leafs. Für die Maple Leafs war es die zweite Niederlage im zweiten All-Star Game. Das Spiel wurde von 12.749 Zuschauern verfolgt.
Nach dem Bill Tobin, der Präsident der Chicago Black Hawks, sich im Vorjahr sehr intensiv für die Einführung des All-Star-Games eingesetzt hatte, erhielt er entgegen der üblichen Regel, dass der Stanley-Cup-Sieger des Vorjahres das Spiel ausrichten darf, die Zusage für das Spiel in Chicago. Die offiziellen Vertreter wurden vor dem Spiel von der Chicago Daily News zu einem Essen ins LaSalle Hotel geladen. Hier trafen die Verantwortlichen auch auf Thomas E. Dewey, der als Kandidat der Republikaner dort kurz vor der Präsidentschaftswahl sein Hauptquartier hatte. Die Veranstaltung wurde mit Reden von Clarence Campbell, Conn Smythe, James Norris, Syl Apps, als Präsident des Pensionsfonds der NHL, und Lou Boudreau, dem Präsidenten der Cleveland Indians, dem damaligen World-Series-Gewinner in der Major League Baseball, eröffnet.
Ungewöhnlich war in diesem Jahr der Zeitpunkt zu em das Spiel stattfand. Im Vorjahr und den folgenden 20 Jahren wurde das All-Star-Game kurz vor Saisonbeginn ausgetragen. In diesem Jahr war die Saison bereits drei Wochen im Gange. Die All-Stars kamen am Abend vor dem Spieltag an und hatten keine Möglichkeit im Vorfeld gemeinsam zu trainieren. Nominiert waren die Spieler aus dem zum Ende der Vorsaison gewählten First- und Second All-Star Team. Hiervon musste Trainer Tommy Ivan lediglich auf Turk Broda, der im Kader der Maple Leafs stand, und Buddy O’Connor verzichten, der sich bei einem Autounfall auf dem Weg ins Trainingslager verletzt hatte. Die Trainer hatten die Möglichkeit je drei Spieler für das All-Star-Team zu wählen, durften aber für keinen Spieler aus dem eigenen Team stimmen. Der erst genannte Spieler erhielt fünf Punkte, der zweite drei und der dritte einen Punkt. Ted Lindsay erhielt mit 25 Punkten die maximale Punktzahl. Nachdem jedes NHL-Team mit mindestens drei Spielern vertreten war, waren die Möglichkeiten bei der Auswahl für Tommy Ivan sehr beschränkt.
Die Maple Leafs mussten aus ihrer Meistermannschaft aus Syl Apps und Nick Metz verzichten, die beide ihre Karriere vor Saisonbeginn beendet hatten.

## Mannschaften
| #           | Land                  | Spieler          | Pos.             | Team                |
| Torhüter    |                       |                  |                  |                     |
| 0           | Vereinigte Staaten 48 | Frank Brimsek    | Frank Brimsek    | Boston Bruins       |
| 1           | Kanada 1957           | Bill Durnan      | Bill Durnan      | Montréal Canadiens  |
| Verteidiger |                       |                  |                  |                     |
| 4           | Kanada 1957           | Émile Bouchard   | Émile Bouchard   | Montréal Canadiens  |
| 3           | Kanada 1957           | Bill Quackenbush | Bill Quackenbush | Boston Bruins       |
| 17          | Kanada 1957           | Ken Reardon      | Ken Reardon      | Montréal Canadiens  |
| 2           | Kanada 1957           | Jack Stewart     | Jack Stewart     | Detroit Red Wings   |
| Angreifer   |                       |                  |                  |                     |
| 8           | Kanada 1957           | Doug Bentley     | LW               | Chicago Black Hawks |
| 6           | Kanada 1957           | Neil Colville    | C                | New York Rangers    |
| 14          | Kanada 1957           | Woody Dumart     | LW               | Boston Bruins       |
| 11          | Kanada 1957           | Gordie Howe      | LW               | Detroit Red Wings   |
| 16          | Kanada 1957           | Elmer Lach       | C                | Montréal Canadiens  |
| 10          | Kanada 1957           | Edgar Laprade    | C                | New York Rangers    |
| 18          | Kanada 1957           | Tony Leswick     | RW               | New York Rangers    |
| 7           | Kanada 1957           | Ted Lindsay      | RW               | Detroit Red Wings   |
| 19          | Kanada 1957           | Bud Poile        | C                | Chicago Black Hawks |
| 9           | Kanada 1957           | Maurice Richard  | LW               | Montréal Canadiens  |
| 15          | Kanada 1957           | Milt Schmidt     | C                | Boston Bruins       |
| 12          | Kanada 1957           | Gaye Stewart     | LW               | Detroit Red Wings   |

| #           | Land        | Spieler         | Pos.          |
| Torhüter    |             |                 |               |
| 1           | Kanada 1957 | Turk Broda      | Turk Broda    |
| Verteidiger |             |                 |               |
| 2           | Kanada 1957 | Jimmy Thomson   | Jimmy Thomson |
| 3           | Kanada 1957 | Gus Mortson     | Gus Mortson   |
| 5           | Kanada 1957 | Garth Boesch    | Garth Boesch  |
| 14          | Kanada 1957 | Vic Lynn        | Vic Lynn      |
| 18          | Kanada 1957 | Bill Juzda      | Bill Juzda    |
| 19          | Kanada 1957 | Bill Barilko    | Bill Barilko  |
| 20          | Kanada 1957 | Frank Mathers   | Frank Mathers |
| Angreifer   |             |                 |               |
| 4           | Kanada 1957 | Harry Watson    | LW            |
| 7           | Kanada 1957 | Max Bentley     | C             |
| 8           | Kanada 1957 | Joe Klukay      | LW            |
| 9           | Kanada 1957 | Ted Kennedy     | C             |
| 11          | Kanada 1957 | Howie Meeker    | RW            |
| 12          | Kanada 1957 | Bill Ezinicki   | RW            |
| 15          | Kanada 1957 | Les Costello    | LW            |
| 16          | Kanada 1957 | Fleming Mackell | C             |
| 17          | Kanada 1957 | Cal Gardner     | C             |

## Spielverlauf
Die Spieler hatten noch die schwere Verletzung von Bill Mosienko in Erinnerung und spielten sehr zurückhaltend mit wenig Körperkontakt. Hap Day konnte Howie Meeker, der durch eine Verletzung gehandicapped war, nur wenig einsetzen und ersetzte ihn meist durch Joe Klukay. Er nutzte das All-Star Game und testete eine Variante, bei der er über das gesamte Spiel immer komplette Blöcke mit fünf Spielern aufstellte und somit konstant dieselben Verteidiger mit denselben Angreifern brachte.
Lebhaft war vor allem die erste Hälfte des Mitteldrittels. Hier fielen nicht nur alle vier Tore, es kam auch zu einer heftigen Auseinandersetzung zwischen Gordie Howe und Gus Mortson. Die beiden wurden nicht wie damals üblich auf die gemeinsame Strafbank gesetzt, sondern während ihrer Strafe durch die Polizei getrennt. Wie schon im Vorjahr unterlag Toronto gegen das All-Star Team.

### NHL All-Stars 3 – 1 Toronto Maple Leafs
| Team       | Zeit  | Stand | Torschütze   | Vorlagengeber   | Vorlagengeber |
| 2. Drittel |       |       |              |                 |               |
|            | 21:35 | 1–0   | Ted Lindsay  | Maurice Richard | Elmer Lach    |
|            | 23:00 | 2–0   | Woody Dumart |                 |               |
|            | 25:13 | 2–1   | Max Bentley  | Les Costello    |               |
|            | 29:32 | 3–1   | Gaye Stewart | Doug Bentley    |               |

Schiedsrichter: Bill Chadwick 

Linienrichter: Sam Babcock, Harold March